# X-Men: Phượng hoàng bóng tối
X-Men: Phượng hoàng bóng tối (tên gốc tiếng Anh: Dark Phoenix) là một bộ phim siêu anh hùng của Mỹ dựa trên những nhân vật X-Men của Marvel Comics, phân phối bởi 20th Century Fox. Bộ phim là phần thứ 13 trong loạt phim dị nhân, và là một khởi đầu của một bộ ba X-Men mới. Phim được biên kịch và đạo diễn bởi Simon Kinberg, và quy tụ dàn diễn viên James McAvoy, Michael Fassbender, Jennifer Lawrence, Nicholas Hoult, Tye Sheridan, Sophie Turner, Alexandra Shipp, Kodi Smit-McPhee, Evan Peters, Olivia Munn, và Jessica Chastain. Trong phim, nhóm X-Men phải đối đầu với sức mạnh tột cùng của Phượng hoàng Bóng tối và cùng với một nữ hoàng ngoài hành tinh.
Sau khi X-Men: Ngày cũ của tương lai xóa bỏ toàn bộ các sự kiện trong phần phim X-Men: The Last Stand, Kinberg tỏ ý muốn làm lại một bộ phim dựa trên The Dark Phoenix Saga do X-Men: The Last Stand của anh không nhận được nhiều đánh giá tích cực lắm. Bộ phim được xác nhận là sẽ tiếp tục phần phim X-Men: Cuộc chiến chống Apocalypse (2016). Bộ phim bắt đầu quay vào tháng 6 năm 2017 ở Montreal và đóng máy vào tháng 10 năm đó.
X-Men: Phượng hoàng bóng tối được khởi chiếu tại Mỹ vào ngày 7 tháng 6 năm 2019.

## Nội dung
Năm 1975, Jean Grey tám tuổi vô tình sử dụng sức mạnh Psychokinesis của mình để gây ra tai nạn xe hơi giết chết cha mẹ cô. Ngay sau đó, Giáo sư Charles Xavier đưa cô đến Trường dành cho những đứa trẻ có năng lực, nơi anh ngăn chặn vụ tai nạn khỏi ký ức của cô và giúp cô trau dồi khả năng ngoại cảm.
Một thập kỉ sau sự kiện trong phim X-Men: Cuộc chiến chống Apocalypse, nhóm X-Men đang theo đuổi những nhiệm vụ khó khăn hơn. Vào năm 1992, X-Men phản ứng với tín hiệu đau khổ từ tàu con thoi Endeavour, bị phá hủy nghiêm trọng bởi một năng lượng giống như ngọn lửa Mặt trời. Trong một lần trên vũ trụ, một cơn bão Mặt Trời đe dọa tính mạng của cả nhóm, khiến Jean Grey phải sử dụng sức mạnh để cứu mọi người. Nhưng, đồng thời, nó cũng làm cho Jean giải phóng một sức mạnh đáng gờm, Phượng hoàng Bóng tối. Cùng lúc đó, sự cô lập thần kinh do Xavier đặt bị phá hủy và cô vô tình tấn công các dị nhân đang ăn mừng tại trường của Xavier. Sau khi suy sụp tinh thần, Jean bị bất tỉnh. Cô sau đó đi du lịch đến quê hương thời thơ ấu của Red Hook, New York, sau khi phát hiện ra rằng cha cô vẫn còn sống. Các X-Men cố gắng đưa Jean về nhà, nhưng cô ta đã làm Peter Maximoff bị thương và vô tình giết chết Raven Darkhölme và một số sĩ quan cảnh sát địa phương trước khi bay đi.
Jean đi đến hòn đảo tị nạn của các dị nhân-Genosha để tìm kiếm sự giúp đỡ từ Erik Lehnsherr trong việc kiểm soát sức mạnh của cô, nhưng bị Erik từ chối sau khi cô chiến đấu với lực lượng quân đội Hoa Kỳ được giao nhiệm vụ bắt giữ cô. Jean gặp Vuk, thủ lĩnh của một chủng tộc ngoài hành tinh thay đổi hình dạng được gọi là D'Bari, người giải thích với cô rằng cô đã bị chiếm hữu bởi một thế lực vũ trụ đã hủy diệt hành tinh quê nhà của D'Baris cách đây nhiều năm. Sức mạnh đó đã hấp thụ tất cả những gì nó đi qua, cho đến khi nó gặp Jean. Trong khi đó, Hank McCoy, người cảm thấy bị phản bội bởi cái chết của Raven do Jean gây ra, đồng minh với Erik và những dị nhân tị nạn để tiêu diệt Jean ở thành phố New York.
Khi biết kế hoạch giết Jean của Erik, X-Men đối đầu với Erik và phe của anh ta ở New York. Khi họ chiến đấu, Erik tìm cách xâm nhập vào tòa nhà và đối đầu với Jean nhưng bị áp đảo bởi khả năng mới của cô. Xavier sau đó vào tòa nhà với Scott Summers. Jean tấn công họ cho đến khi Xavier thuyết phục cô đọc ký ức của anh - cho phép tính cách của cô trỗi dậy. Cảm thấy hối hận, Jean yêu cầu Vuk lấy đi thứ sức mạnh mà cô đang nắm giữ; tuy nhiên, nó nhanh chóng chỉ ra rằng làm như vậy sẽ giết cô ấy. Xavier và Scott cố ngăn Vuk hấp thụ hoàn toàn sức mạnh từ Jean, trước khi cả hai phe đột biến, bao gồm cả Jean, bị bắt bởi quân đội do chính phủ Hoa Kỳ gửi tới [ cần giải thích thêm ] và bị nhốt trên một chuyến tàu hỏa hướng về phía một cơ sở ngăn chặn đột biến
Xavier thừa nhận với Hank rằng anh đã sai trong việc xâm phạm tâm trí của Jean và nói dối cô. Đoàn tàu bị tấn công bởi Vuk và lực lượng D'Bari của cô. Khi quân lính bị áp đảo bởi D'Bari, các dị nhân được giải thoát để chống lại mối đe dọa. Sau khi các dị nhân hạ gục gần hết những kẻ tấn công D'Bari, Vuk đến và tiến về phía Jean, đánh bại từng dị nhân cố gắng ngăn chặn cô. Trong khi đó, Xavier nhận ra Jean đang trong tâm trí anh và nói rằng mình làm tất cả là để cho Jean có gia đình,cuối cùng được cô tha thứ. Jean cứu các dị nhân khỏi các cuộc tấn công của Vuk và xác tàu hỏa.Sau đó, cô dễ dàng làm "bay màu" những người ngoài hành tinh D'Bari còn lại khi họ cố tấn công cô. Vuk một lần nữa cố gắng lấy toàn bộ sức mạnh của Jean, nhưng cô đã kịp kéo Vuk ra ngoài vũ trụ và lấy lại sức mạnh mà Vuk đã lấy của cô trước đó, trước khi giải phóng sức mạnh, giết chết Vuk. Jean biến mất khi toàn bộ sức mạnh tiềm ẩn của cô được giải phóng dưới dạng một luồng năng lượng hình phượng hoàng.
Sau hậu quả của vụ việc, ngôi trường được đổi tên thành Trường học Jean Grey dành cho những đứa trẻ có năng lực và Hank trở thành hiệu trưởng mới của họ; còn Xavier đã nghỉ hưu sau nhiều thập kỷ đấu tranh đòi quyền cho người đột biến. Khi định cư tại Paris, Xavier đã đoàn tụ với Erik và miễn cưỡng đồng ý chơi với anh một ván cờ. Khi họ bắt đầu chơi, một con phượng hoàng rực lửa xuất hiện trên bầu trời.

## Diễn viên
- James McAvoy vai Charles Xavier / Giáo sư X: Một người đấu tranh cho dị nhân và nhà ngoại cảm mạnh nhất hành tinh.[5]
- Michael Fassbender vai Erik Lehnsherr / Magneto: Một dị nhân cực mạnh với khả năng điều khiển các cực từ trường, thao túng các nguyên tố kim loại và hợp kim. Là một người bạn già lâu năm và cũng thường xuyên là đối thủ của Xavier.[5]
- Jennifer Lawrence vai Raven Darkhölme / Mystique: Một dị nhân có khả năng thay đổi hình dạng và giọng nói của bất kỳ ai, và là em gái nuôi của Xavier, tiếp tục có mối quan hệ tình cảm với Beast.[5]
- Nicholas Hoult vai  Henry "Hank" McCoy / Beast: Một dị nhân với hình dạng quái thú, sở hữu thể chất và trí tuệ siêu phàm, là một nhà nghiên cứu và là thầy giáo ở trường học của Giáo sư X, tiếp tục có mối quan hệ tình cảm với Raven.[5]
- Tye Sheridan vai Scott Summers / Cyclops: Một dị nhân với khả năng bắn một tia năng lượng quang học ở mắt.[5]
- Sophie Turner vai Jean Grey / Dark Phoenix: Một dị nhân cực kì mạnh mẽ với khả năng điều khiển vật chất bằng ý nghĩ và khả năng ngoại cảm, cô là một trong những học sinh đáng giá nhất của Xavier.[5]
- Alexandra Shipp vai Ororo Munroe / Storm: Một dị nhân người châu Phi với khả năng điều khiển thời tiết bão tố.[5]
- Kodi Smit-McPhee vai Kurt Waner / Nightcrawler: Một dị nhân người Đức với khả năng dịch chuyển tức thời.[5]
- Evan Peters vai Peter Maximoff / Quicksilver: Con trai của Magneto, có khả năng di chuyển với vận tốc siêu thanh.[6]
- Jessica Chastain vai Vuk: Là thủ lĩnh của chủng tộc ngoài hành tinh có tên gọi là D'Bari (kẻ chi phối phượng hoàng) với khả năng thay đổi hình dạng.[7][8]

## Sản xuất

### Phát triển
Đạo diễn Bryan Singer bắt đầu khám phá nhân vật Jean Grey trong bộ phim X-Men: United (2003), với ý định muốn chuyển thể cốt truyện The Dark Phoenix Saga của Marvel Comics vào phim. Nhưng không may rằng, anh đã không quay lại để đạo diễn phần phim tiếp theo (X-Men: The Last Stand).